# Friedrich Gottlieb Bartling
Friedrich Gottlieb Bartling (Hannover, 9 dicembre 1798 – Hannover, 19 novembre 1875) è stato un botanico tedesco.

## Biografia
Studiò scienze naturali presso l'Università di Gottinga e nel 1818 intraprese un viaggio botanico attraverso l'Ungheria e la Croazia. Nel 1822 divenne professore a Gottinga, dove in seguito divenne professore. Nel 1837 fu nominato direttore del suo orto botanico.
Il genere di pianta Bartlingia, appartenente alla famiglia Rubiaceae, fu chiamato in suo onore.

## Pubblicazioni principali
- De litoribus ac insulis maris Liburnici (1820).
- Ordines naturales plantarum (1830).
- Flora der österreichischen Küstenländer, (1825).
- Vegetabilia cellularia in Germania septentrionali praesertim in Hercynia et in agro Gottingensi lecta (1834 e 1836), con Georg Ernst Ludwig Hampe (1795–1880).